# Ludwig von Roll (Offizier, 1771)

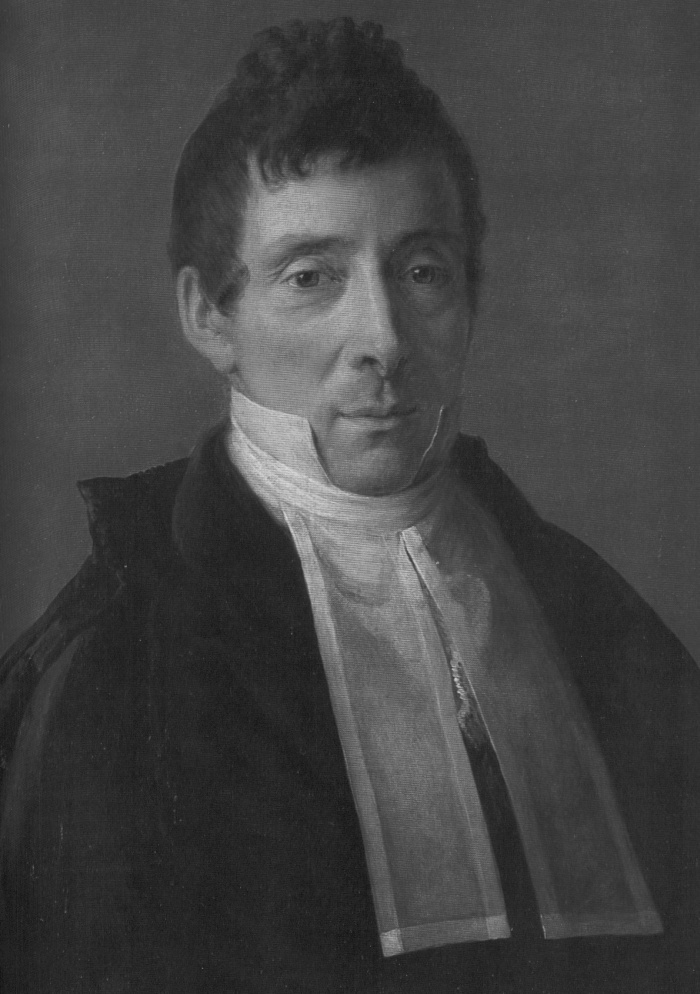
Ludwig von Roll um 1825

Freiherr Ludwig von Roll (* 19. April 1771 in Solothurn; † 26. August 1839 in Bern, beerdigt in der Kirche zu Kreuzen, Rüttenen, auch Ludwig Roll von Emmenholz) war ein Schweizer Offizier, Politiker und Unternehmer. 

## Biographie

### Frühe Jahre
Ludwig war ein Sohn des Feldmarschalls Franz Joseph von Roll von Emmenholz, eines Solothurner Patriziers, und der Maria Anna von Diesbach. Ludwig absolvierte eine Ausbildung zum Offizier im französischen Militärdienst und wirkte nach seiner Rückkehr im Jahr 1789 in der Solothurner Verwaltung, von 1792 an als Major und Kriegsrat. Im Jahr 1792 heiratete er Maria Ludovica von Stäffis. Im Jahr 1794 wurde er Mitglied der Ökonomischen Gesellschaft in Solothurn.

### Politisches Wirken
In der Helvetischen Republik war er Mitglied der Verwaltungskammer und zeitweise Regierungsstatthalter. Er blieb von der Mediationszeit bis zu seinem Tod in der Solothurner Exekutive, von 1813 bis 1814 auch Tagsatzungsgesandter. Als Präsident des Finanzrats in den Jahren 1805 bis 1835 sorgte er für die Konsolidierung der Finanzen, verhandelte das Münzkonkordat von 1825 und unterstützte den Bau der Hauensteinstrassen. Von 1831 bis 1832 brachte er als Landammann Kontinuität im Übergang von Restauration zur liberalen Regeneration.

### Unternehmer
Im Jahr 1810 übernahm er die Firma "Dürholz & Co." mit einem Hochofen in Gänsbrunnen. In der folgenden Zeit wurde ein weiterer Hochofen in Gänsbrunnen und einer in Klus bei Balsthal eingerichtet, sowie Hammerschmieden in Matzendorf und Gerlafingen. Die im Jahr 1823 gegründete Aktiengesellschaft "Ludwig von Roll'sche Eisenwerke" ist Ursprung der jetzigen von Roll Holding AG.